# 11724 Ronaldhsu
11724 Ronaldhsu eller 1998 HH146 är en asteroid i huvudbältet som upptäcktes den 21 april 1998 av LINEAR i Socorro County, New Mexico. Den är uppkallad efter Ronald Hsu.